# All I Want
All I Want är en singel av det amerikanska punkrockbandet The Offspring, vilket var den första singeln de släppte på skivbolaget Columbia Records. Låten är skriven av Dexter Holland och han ställde upp med denna låt i Bad Religions låtskrivartävling för Epitaph Records (Holland kallade då låten för "Protocol"). När Holland senare skulle framföra låten i tävlingen fick han följande svar av gitarristen i Bad Religion, och ägaren till Epitaph Records, Brett Gurewitz: "Spela den akustiskt senare eller något.". Holland kände sig avvisad och bestämde sig då för att skriva om låten så att den lät mer som en Offspring-låt.
Musikvideon till "All I Want" spelades in i Los Angeles den 10 december 1996 och är regisserad av David Yow från The Jesus Lizard och Buzz Osborne medverkar i videon, spelandes på ett piano. Huvudpersonen i musikvideon var Hollands granne, vilket bestämdes av Holland efter det att han hade ratat det första förslaget från rollbesättningteamet. "All I Want" är med i arkadspelet Crazy Taxi samt i PC-spelet Jugular Street Luge Racing. Låten kom även på plats 218 på listan The KROQ Top 300 Songs of the 90s och användandet av "All I Want" i Crazy Taxi kom på plats 9 på WatchMojo.com:s lista "Top 10 Best Uses of Licensed Songs in Video Games".
| ”                                                         | Your backs to the wall, That's protocol, It's sequestering your spirit, Misleading us all. | „ |
| – Delar av texten till låten "Protocol" av The Offspring, |                                                                                            |   |

## Låtlista
Alla låtar är skrivna och komponerade av The Offspring, om inte annat anges. 
| Nr | Titel             | Längd |
| -- | ----------------- | ----- |
| 1. | All I Want        | 1:55  |
| 2. | Way Down the Line | 2:37  |
| 3. | Smash It Up       | 3:25  |